# Списък на реките в Мейн
Списъкът на реките в Мейн включва основните реки, които текат в щата Мейн, Съединените американски щати.
Щатът се отводнява в Атлантическия океан.

## По речни системи
- Сако

- Андроскогин

- Кенебек

- Пенобскот
  - Пискатакуас
  - Матауамкеаг

- Сейнт Джон
  - Алагаш
  - Арустук

- Сен Кроа

## По азбучен ред
- Андроскогин
- Алагаш
- Арустук
- Кенебек
- Матауамкеаг
- Пенобскот
- Пискатакуа
- Сако
- Сейнт Джон
- Сен Кроа